# Bostrychus sinensis
Bostrychus sinensis är en fiskart som beskrevs av Lacepède, 1801. Bostrychus sinensis ingår i släktet Bostrychus och familjen Eleotridae. IUCN kategoriserar arten globalt som livskraftig. Inga underarter finns listade.